# Rock Island (Illinois)
Pour les articles homonymes, voir Rock Island.
La ville de Rock Island est le siège du comté de Rock Island, dans l'État de l’Illinois, aux États-Unis. Au recensement de 2000, sa population a été évaluée à 39 018 habitants. C'est une des Quad Cities, ces villes du bord du Mississippi, avec Moline, Davenport et Bettendorf.

## Histoire

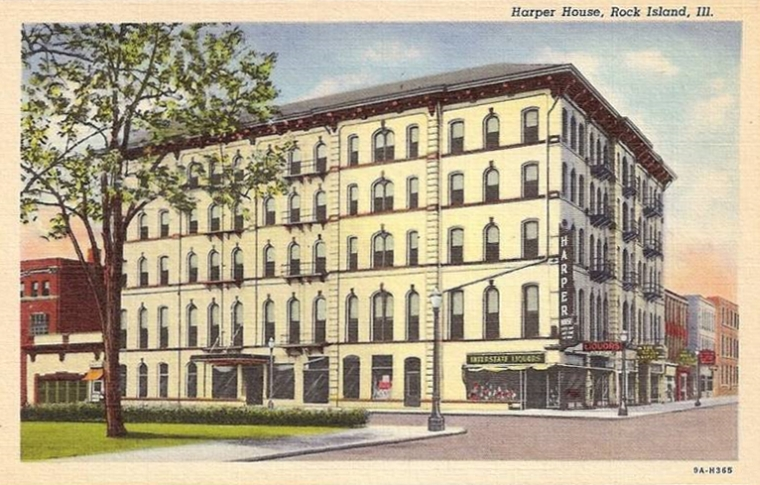
L’hôtel Harper (Avenue) au début du XXe siècle

Rock Island a été incorporée en 1841.

## Démographie
| Groupe            | Rock Island | Illinois | États-Unis |
| ----------------- | ----------- | -------- | ---------- |
| Blancs            | 72,3        | 71,5     | 72,4       |
| Afro-Américains   | 18,3        | 14,6     | 12,6       |
| Métis             | 3,7         | 2,3      | 2,9        |
| Autres            | 3,7         | 6,7      | 6,4        |
| Asiatiques        | 1,8         | 4,6      | 4,8        |
| Amérindiens       | 0,3         | 0,3      | 0,9        |
| Total             | 100         | 100      | 100        |
|                   |             |          |            |
| Latino-Américains | 9,4         | 15,8     | 16,7       |

Selon l'American Community Survey, pour la période 2011-2015, 89,03 % de la population âgée de plus de 5 ans déclare parler l'anglais à la maison, 5,79 % déclare parler l'espagnol, 1,81 % une langue africaine et 3,37 % une autre langue.

## Personnalités liées à la ville
- Eddie Albert (1906-2005), acteur né à Rock Island.
- Roy Emile Gereau, botaniste né à Rock Island en 1947.
- Charles Melville Hays (1856-1912), magnat du chemin de fer né à Rock Island.
- Madison Keys, joueuse de tennis née en 1995 à Rock Island.
- Susann McDonald (1935-2025), harpiste née à Rock Island.